# Arnold Rüdlinger
Arnold Rüdlinger (* 16. Mai 1919 in Ganterschwil; † 16. November 1967 in Basel) war ein Schweizer Kunsthistoriker und Museumsdirektor.
Er gilt als einer der Wegbereiter der amerikanischen Kunst in Europa.

## Leben und Wirken

### Kunsthalle Bern
Nach der Maturität in St. Gallen studierte Arnold Rüdlinger ab 1940 Kunstgeschichte an der Universität Bern. Bereits 1944 wurde er verantwortlich für den Aufbau der Ausstellungen der Kunsthalle Bern und übernahm von 1946 bis 1955 deren Leitung. Ende der 1940er Jahre lernte er in Paris Alexander Calder kennen, dessen Werk er 1947 in der Kunsthalle zeigte. Es folgte 1953 die Bekanntschaft mit Sam Francis, der ihm empfahl, New York und seine aktuelle Kunstszene zu besuchen. 1952 und 1953 zeigte Rüdlinger in zwei Übersichtsausstellungen die neuen Tendenzen in der europäischen Malerei unter dem Titel Tendances actuelles de l’Ecole de Paris. In die Ausstellung Tendances actuelles 3, die im Februar 1955 in der Kunsthalle zu sehen war, bezog Rüdlinger auch die amerikanische Malerei ein. Neben den Europäern Georges Mathieu, Henri Michaux, Tancredi und Wols zeigte er Gemälde von Sam Francis, Mark Tobey und Jackson Pollock. Er nannte die gemeinsame Bildsprache dieser Künstler «Tachisme». Seine letzte Ausstellung, eine Doppelausstellung, galt Julio Gonzales und den internationalen Eisenplastikern.

### Kunsthalle Basel
1955 wechselte Rüdlinger nach Basel und wurde zum Konservator der Kunsthalle Basel bestellt. Sein Nachfolger in Bern wurde Franz Meyer. 1957 reiste Rüdlinger in Begleitung des Kunsthändlers Eberhard W. Kornfeld nach New York. Er besuchte Clyfford Still und Barnett Newman in ihren Ateliers und wollte sie zusammen mit Jackson Pollock und Mark Rothko in Basel ausstellen. Zwar scheiterte Rüdlingers Ausstellungsplan an den hohen Kosten, doch konnte Basel im Frühjahr 1958 vom Museum of Modern Art (MoMa) in New York eine große Ausstellung unter dem Titel Die neue amerikanische Malerei übernehmen. Mit Hilfe von der Firma Nationale Suisse erwarb er 1958 in New York Gemälde von Franz Kline, Barnett Newman, Mark Rothko und Clyfford Still. Das Basler Kunstmuseum war damit das erste Museum in Europa, das Gemälde der zeitgenössischen amerikanischen Künstlergeneration besaß. Mit Day Before One (Öl auf Leinwand, 335 × 128 cm) von Barnett Newman fand erstmals ein Werk dieses Künstlers Eingang in eine Museumssammlung. «…Zu dieser Zeit war außerhalb Basels noch nirgendwo sonst in Europa eine vergleichbare Gruppe von Werken der neuen amerikanischen Malerei zu sehen.» Rüdlinger gilt als einer der Wegbereiter der amerikanischen Kunst in Europa.
Rüdlinger war mit der Malerin und Fotografin Pia Federspiel, der Schwester von Jürg Federspiel verheiratet. 1967 gehörte er dem documenta-Rat zur Vorbereitung der Documenta 4 in Kassel an. Rüdlinger starb im Alter von 48 Jahren.
Durch ein Vermächtnis des schweizerischen Biochemikers und Kunstsammlers Ernst Vischer (1917–1994) wurde 1996 der «Arnold Rüdlinger Fonds» gegründet, der das Kunstmuseum Basel bei Ankäufen unterstützen soll. 1997 wurde das monumentale Gemälde Nini's Painting des amerikanischen Malers Cy Twombly erworben.